# Scottish Cup 1977-1978
La Scottish Cup 1977-1978 è stata la 93ª edizione del torneo. Il Rangers hanno vinto il trofeo per la ventiduesima volta nella loro storia.

## Formula
In ogni turno si giocavano gare di sola andata; in caso di parità si disputava un replay a campi inveriti; in caso di ulteriore parità si procedeva con i supplementari e i rigori.

## Partite

### Primo turno
Gare disputate il 17 dicembre del 1977; cinque squadre partecipanti erano iscritte alla National League, le altre provenivano dalla Scottish League Second Division 1977-1978.
| Squadra 1               | Risultato | Squadra 2         |
| ----------------------- | --------- | ----------------- |
| 17 dicembre 1977        |           |                   |
| Brechin City            | 2 – 0     | Falkirk           |
| Burntisland Shipyard    | 1 – 4     | Berwick Rangers   |
| Civil Service Strollers | 4 – 3     | Selkirk           |
| Dunfermline             | 0 – 0     | Clyde             |
| Inverness               | 5 – 0     | Inverness Thistle |
| Raith Rovers            | 1 – 0     | Stenhousemuir     |

#### Replay
Gara disputata il 21 dicembre del 1977.
| Squadra 1        | Risultato | Squadra 2   |
| ---------------- | --------- | ----------- |
| 21 dicembre 1977 |           |             |
| Clyde            | 0 – 3     | Dunfermline |

### Secondo turno
Gare disputate il 7 gennaio 1978; oltre alle sei squadre provenienti dal turno precedente, presero parte a questo turno dieci ulteriori tre squadre di Nationale Leauge e sette nuovi club della Scottish League Second Division.
| Squadra 1          | Risultato | Squadra 2               |
| ------------------ | --------- | ----------------------- |
| 7 gennaio 1978     |           |                         |
| Albion Rovers      | 1 – 0     | Buckie Thistle          |
| Berwick Rangers    | 6 – 0     | Raith Rovers            |
| Brechin City       | 1 – 0     | Dunfermline             |
| Inverness          | 4 – 0     | Civil Service Strollers |
| Meadowbank Thistle | 2 – 1     | East Stirlingshire      |
| Peterhead          | 1 – 1     | Cowdenbeath             |
| Stranraer          | 0 – 1     | Queen's Park            |
| Vale of Leithen    | 1 – 0     | Forfar Athletic         |

#### Replay
La partita si giocò il 14 gennaio 1978.
| Squadra 1       | Risultato | Squadra 2 |
| --------------- | --------- | --------- |
| 14 gennaio 1978 |           |           |
| Cowdenbeath     | 5 – 0     | Peterhead |

### Terzo turno
Le partite furono giocate tra il 28 gennaio e il 7 febbraio 1978; al turno presero parte, oltre alle otto qualificate del turno precedente, anche tutte le quattordici squadre provenienti dalla Scottish First Division 1977-1978, nonché tutte le dieci squadre della Scottish Premier Division 1977-1978.
| Squadra 1           | Risultato | Squadra 2    |
| ------------------- | --------- | ------------ |
| 28 gennaio 1978     |           |              |
| Arbroath            | 1 – 0     | Motherwell   |
| Berwick Rangers     | 2 – 4     | Rangers      |
| Hamilton Academical | 1 – 4     | Dundee Utd   |
| Hibernian           | 4 – 0     | East Fife    |
| Meadowbank Thistle  | 2 – 1     | Inverness    |
| Queen of the South  | 2 – 2     | Montrose     |
| 29 gennaio 1978     |           |              |
| Alloa Athletic      | 2 – 2     | Dumbarton    |
| 4 febbraio 1978     |           |              |
| Vale of Leithen     | 0 – 1     | Queen's Park |
| 5 febbraio 1978     |           |              |
| Albion Rovers       | 0 – 1     | Morton       |
| Partick Thistle     | 1 – 1     | Cowdenbeath  |
| 6 febbraio 1978     |           |              |
| Aberdeen            | 2 – 0     | Ayr Utd      |
| Airdrieonians       | 1 – 0     | Hearts       |
| Celtic              | 7 – 1     | Dundee       |
| St. Mirren          | 1 – 2     | Kilmarnock   |
| 7 febbraio 1978     |           |              |
| Stirling Albion     | 3 – 0     | Clydebank    |
| St. Johnstone       | 1 – 0     | Brechin City |

#### Replay
Le partite furono disputate il 6 e il 27 febbraio 1974.
| Squadra 1        | Risultato | Squadra 2          |
| ---------------- | --------- | ------------------ |
| 6 febbraio 1974  |           |                    |
| Dumbarton        | 2 – 1     | Alloa Athletic     |
| Montrose         | 1 – 3     | Queen of the South |
| 27 febbraio 1974 |           |                    |
| Cowdenbeath      | 0 – 1     | Partick Thistle    |

### Ottavi di finale
Gare disputate tra il 18 febbraio e il 4 marzo 1978.
| Squadra 1        | Risultato | Squadra 2          |
| ---------------- | --------- | ------------------ |
| 18 febbraio 1978 |           |                    |
| Dumbarton        | 1 – 1     | Hearts             |
| Morton           | 3 – 0     | Meadowbank Thistle |
| Rangers          | 1 – 0     | Stirling Albion    |
| 27 febbraio 1978 |           |                    |
| Aberdeen         | 3 – 0     | St. Johnstone      |
| Celtic           | 1 – 1     | Kilmarnock         |
| Dundee Utd       | 3 – 0     | Queen of the South |
| Motherwell       | 1 – 3     | Queen's Park       |
| 4 marzo 1978     |           |                    |
| Hibernian        | 0 – 0     | Partick Thistle    |

#### Replay
Le partita si giocarono il 27 febbraio, il 6 e il 7 marzo 1978.
| Squadra 1        | Risultato | Squadra 2 |
| ---------------- | --------- | --------- |
| 27 febbraio 1978 |           |           |
| Hearts           | 0 – 1     | Dumbarton |
| 6 marzo 1978     |           |           |
| Kilmarnock       | 1 – 0     | Celtic    |
| 7 marzo 1978     |           |           |
| Partick Thistle  | 2 – 1     | Hibernian |

### Quarti di finale
Gare disputate l'11 marzo 1978.
| Squadra 1       | Risultato | Squadra 2       |
| --------------- | --------- | --------------- |
| 11 marzo 1978   |           |                 |
| Aberdeen        | 2 – 2     | Greenock Morton |
| Dundee Utd      | 2 – 0     | Queen's Park    |
| Partick Thistle | 2 – 1     | Dumbarton       |
| Rangers         | 4 – 1     | Kilmarnock      |

#### Replay
La partita si giocò tra il 15 marzo 1978.
| Squadra 1       | Risultato | Squadra 2 |
| --------------- | --------- | --------- |
| 15 marzo 1978   |           |           |
| Greenock Morton | 1 – 2     | Aberdeen  |

### Semifinali
Gare disputate il 5 e il 12 aprile 1978.
| Squadra 1      | Risultato | Squadra 2       |
| -------------- | --------- | --------------- |
| 5 aprile 1978  |           |                 |
| Rangers        | 2 – 0     | Dundee Utd      |
| 12 aprile 1978 |           |                 |
| Aberdeen       | 4 – 2     | Partick Thistle |

### Finale
| Arbitro: | Brian McGinlay |

|                                        |           |                   |
| Alex MacDonald 35’ Derek Johnstone 57’ | Marcatori | 85’ Steve Ritchie |